# Kinrō Kansha no Hi
Kinrō Kansha no Hi (勤労感謝の日?   ; literalmente, "Día de acción de gracias por el trabajo") es un día festivo nacional de Japón, que se celebra el 23 de noviembre de cada año, a menos que el día caiga en domingo, en donde el festivo se pasa al lunes siguiente. En este día se conmemora al trabajo y se le agradece por ello.
El origen de la fecha coincide con el antiguo festival tradicional de Niiname-sai (新嘗祭?), que celebra la cosecha de los cinco granos.
La celebración actual surgió tras la Segunda Guerra Mundial en 1948, para resaltar los cambios en la nueva Constitución de Japón, incluyendo los derechos humanos fundamentales y los derechos laborales.